# تشاد فروتشن
تشاد فروتشن (بالإنجليزية: Chad Fortune)‏ هو مصارع محترف أمريكي، ولد في 13 أغسطس 1967 في روزويل في الولايات المتحدة.

## وصلات خارجية
- تشاد فروتشن على موقع CageMatch worker (الإنجليزية)

- تشاد فروتشن على موقع IMDb (الإنجليزية)